# Перепродувач

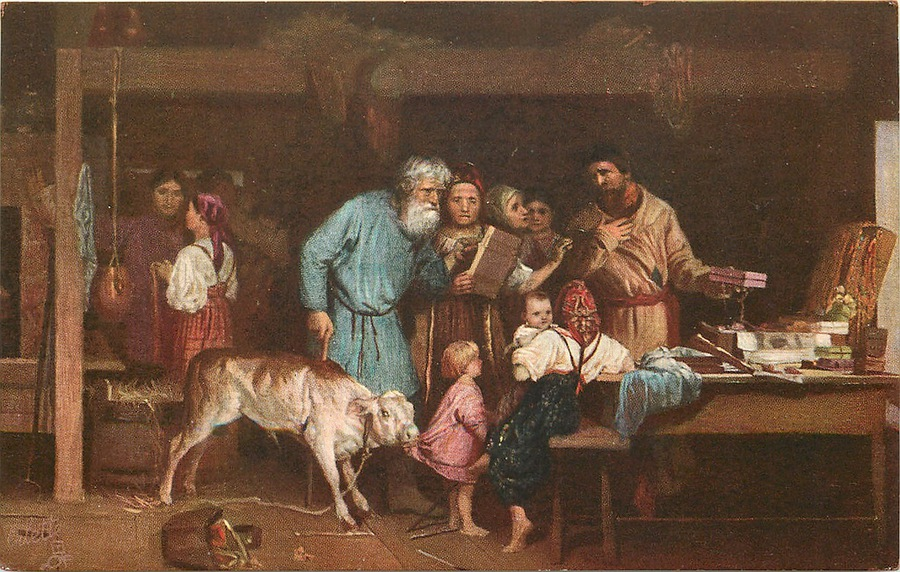
Москвинський перекупщик Офеня-коробейник (1865, Н.Кошелев)

Перепро́дувач (англ. reseller, ісп. revendedor) — у торгівлі особа або організація, яка займається перепродажами (перекупом): купує товари чи послуги з наміром продати їх дорожче, а не спожити чи використати. Історично перепродажі сприймалися як різновид економічної спекуляції. У ХІХ ст. в Україні й Росії перекупники звалися коробейниками, мішочниками, з кінця ХХ ст. — челноками. Займалися переважно роздрібною торгівлею.

## Назва
Професія:

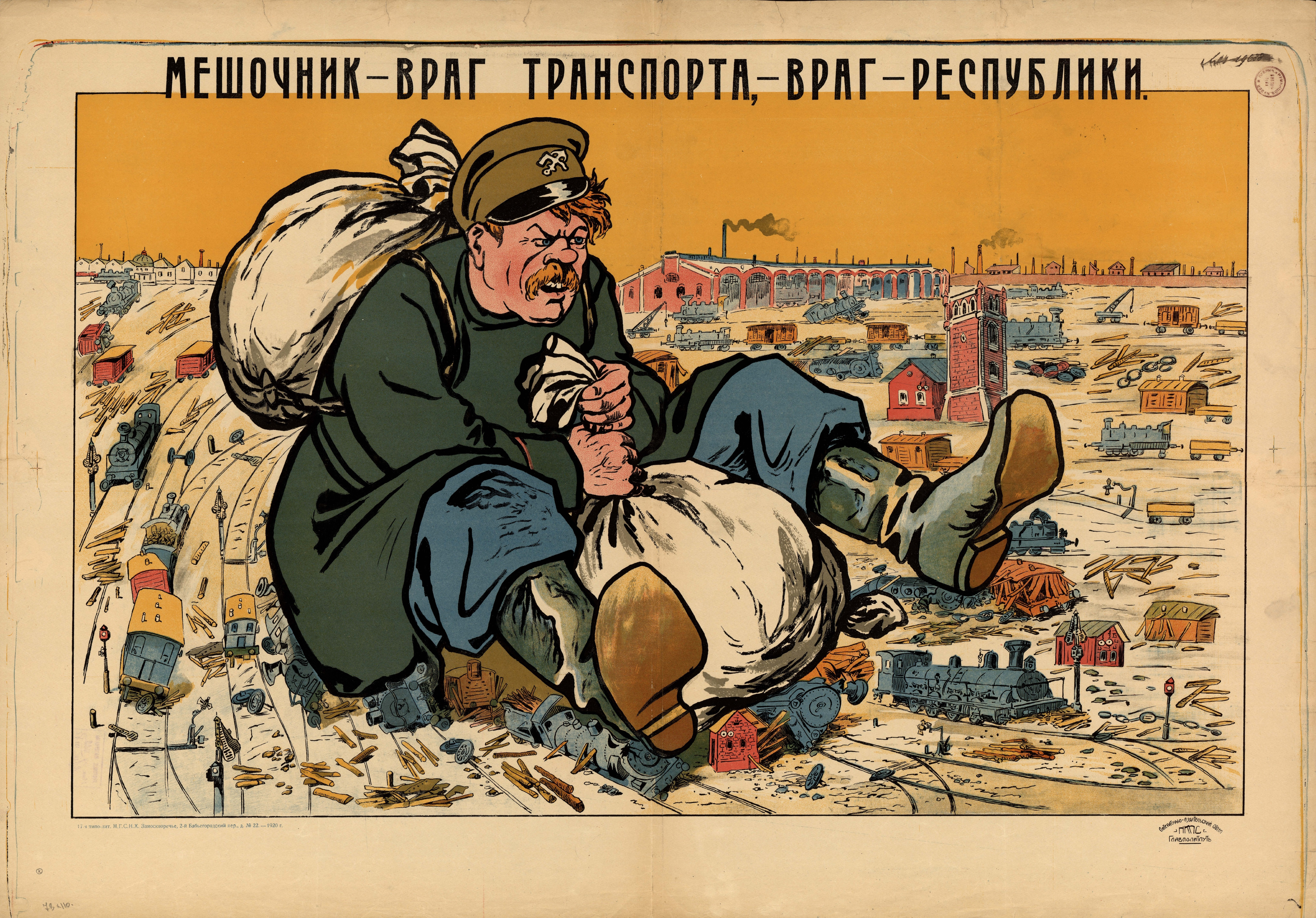
Мішочник — ворог транспорту, ворог республіки (1920, Москва).

- Перепродувач, або перепродувачка[1], перепродуха[1]
- Перекупник[2], перекупщик[3], перекупка[3], перекупниця[4].
- Човник, або челнок (рос. челнок) — перекупщики в СРСР і пост-радянських країнах.
- Коробейники, мішочники[ru] (рос. мешочники) — перекупщики в Російській імперії.

Рід діяльності:
- пере́куп, перекупі́вля, переку́пля, перекупо́вування, переку́плення[5]

## Історія
Перепродаж і перекуп тривалий час сприймалися як різновид нечесної торгівлі (спекуляції), а самі перекупники вважалися спекулянтами — продавали товар дорожче від самовартості.
- Угода 1615 року між Курляндією і Ригою забороняла перекуп товарів[6].
- Курляндсько-російська конвенція 1783 року забороняла перекуп (Стаття 6). Зокрема, всім мешканцям герцогства Курляндії і Семигалії, особливо із Якобштадту і Фрідріхштадту, заборонялося скупати і перекупати товари, які везли купці із Литви до Риги[6].
- в радянському кримінальному праві спекуляція, тобто скупка і перепродаж товарів чи інших предметів з метою наживи, вважалася економічним злочином.

## Телекомунікації
Один приклад можна знайти в індустрії телекомунікацій, де компанії купують надмірні обсяги пропускної здатності чи часу дзвінків в інших носіїв і перепродають їх меншим носіям.
Відповідно до Institute for Partner Education &amp; Development, бізнес-модель перепродувачів на основі реалізації продукту включає корпоративного перепродувача, роздріб, прямого ринкового перепродувача (ПРП) й Інтернет-перепродувача (eTailer); менш ніж 10 % їх виторгу надходить від послуг.

### Інтернет
Перепродувачі, як відомо, проводять операції в Інтернеті через сайти в павутинні.
Наприклад, це стається, де фізичні особи чи фірми діють як агенти акредитованих ICANN реєстраторів. Вони продають за дорученням або для отримання прибутку й, у багатьох, але не в усіх, випадках, придбання в реєстратора та продаж кінцевому покупцеві відбуваються в реальному часі. Цих перепродувачів не слід плутати зі спекулянтами, котрі купують багато доменних імен із наміром тримати їх і продавати в певний майбутній момент часу для прибутку. Перепродувачі, за самою природою їх бізнесу, є роздрібними торговцями, а не гуртовими. Це не нечувано онлайн-ломбардам на кшталт iPawn також діяти як перепродувачі та купувати замість позик під заставу цінностей. Онлайн-аукціони та класифіковані вебсайти на кшталт тих, якими володіють eBay Inc. і Craigslist, надають послуги перепродувачам із продажу своїх товарів і послуг. Однак, хоча перепродувачі дійсно є роздрібними торговцями, з цього не випливає зворотне.
Іншим поширеним прикладом цього є область вебхостингу, де перепродувач придбаватиме основний хостинг у постачальника з наміром його перепродажу ряду споживачів із прибутком.

### Програмне забезпечення й електронні книги
Програмне забезпечення й електронні книги — два продукти, які дуже легко отримати перепродувачам. Їхній цифровий формат робить їх ідеальними для поширення в Інтернеті. В багатьох випадках, як-от брендоване програмне забезпечення, перепродувач може отримати навіть право змінювати назву програмного забезпечення, оголошувати його як власне та перепродавати його на хостинг-платформі крамниці електронних книг.
Перепродувач програмного забезпечення — консультант, який продає програмне забезпечення великих компаній за ліцензією. Вони не мають статусу легального працевлаштування в материнській компанії та, як правило, працюють на позаштатній основі.

### Бізнес-модель
Фірми, відвідані й які перейшли до перепродувачів програмного забезпечення, — часто малі та середні підприємства, місцеві підприємства та нішові оператори. Це приносить користь програмно-технічній фірмі, адже вони можуть не тримати ресурси для біганини, необхідної для поширення їхньої мережі на нижчому масштабі. В той же час це приносить користь перепродувачу, оскільки він або вона можуть збудувати мережу менших клієнтів і стати єдиною точкою зв'язку з ними для кожного аспекту, пов'язаного з програмним забезпеченням, будь-то порада, тренування чи оновлення.

### Вебперепродувачі
Підкатегорією перепродувачів є вебдіячі, котрі купуватимуть велику кількість простору хостингу в Інтернет-провайдера, а потім перепродають частину цього простору клієнтам. Їх хостинги часто керуються через віртуальний виділений сервер, який дозволяє їм через панель керування адмініструвати смугу пропускання, бази даних, паролі тощо для клієнта.
Популярність цієї бізнес-моделі зростає зі зростанням позаштатних вебдизайнерів, адже це дозволило їм бути єдиним постачальником послуг для клієнта. Після початкової консультації з клієнтом вони можуть згодом проектувати, розробляти, а також розміщувати сайт як одну операцію.